# Microsoft Foundation Classes
De Microsoft Foundation Classes (MFC)-klassenbibliotheek bestaat uit een omvangrijke verzameling klassen die het ontwikkelen van Windows-applicaties sterk vereenvoudigt. Het wordt geleverd bij Microsoft Visual Studio, de programmeerontwikkelomgeving van Microsoft.
Met behulp van deze bibliotheek is het mogelijk om op eenvoudige wijze Windows-kenmerken aan programma's te geven, zoals (het beheren van) vensters, menu's, besturingselementen en uitgebreide gegevenstypen.
In vergelijking met het .NET Framework, dat deel uitmaakt van de .NET-filosofie van Microsoft en eveneens is bedoeld om het programmeren onder Windows te vergemakkelijken, is het ontwerpen van applicaties met behulp van MFC-klassen omslachtig. De objectgeoriënteerde versie van de Windows API van het .NET Framework is vollediger en biedt tevens de mogelijkheid meerdere programmeertalen naast elkaar te gebruiken.